# دونا غانغواي
دونا غانغواي (بالهندية: डोना गांगुली؛ بالإنجليزية: Dona Ganguly) هي راقصة هندية، ولدت في 22 أغسطس 1976 في Behala ‏ في الهند.

## وصلات خارجية
- الموقع الرسمي